# 篠原総一
篠原 総一（しのはら そういち、1945年 - ）は、日本の経済学者で、専門は国際経済学、マクロ経済学。京都先端科学大学学長。同志社大学経済学部名誉教授。中国人民大学経済学院客座教授。日本経済教育センター理事長。2025年、瑞宝中綬章受章。

## 人物・経歴
岡山県出身。大阪府立北野高等学校を経て、1969年東京大学経済学部卒業。1973年シカゴ大学大学院修士課程修了（M.A.）、1976年ウォータールー大学大学院博士課程修了（Ph.D.）。中国人民大学・西北大学名誉博士。
1973年ウォータルー大学講師。同大助教授を経て、1978年より同志社大学経済学部講師、1980年同大助教授、1984年より同大教授。2015年より京都学園大学学長、同志社大学名誉教授。
マンデル・フレミングモデルで有名なノーベル経済学賞受賞者ロバート・マンデルの直弟子。

## 主な著作

### 単著
- 『わかる!ミクロ経済学――レクチャーとエクササイズ』（有斐閣, 2002年）

### 共著
- （西村理）『入門日本経済』（日本評論社, 1989年）
- （浅子和美）『マクロ経済学・入門』（JICC出版局, 1990年）
- （堀場雅夫）『ベンチャー魂――日本経済よ、甦れ』（PHP研究所, 1996年）
- （野間敏克・入谷純）『初歩から学ぶ経済入門――経済学の考え方』（有斐閣, 1999年）

### 共編著
- （原信）『アメリカの高金利政策』（有斐閣, 1984年）
- （奥野正寛・金本良嗣）『交通政策の経済学』（日本経済新聞社, 1989年）
- （浅子和美）『入門・日本経済』（有斐閣, 1997年／新版, 2000年／第3版, 2006年）
- （西村理・平山健二郎）『インタラクティブ・エコノミクス――さあ、始めよう経済学』（有斐閣, 2003年）